# Mike Bantom

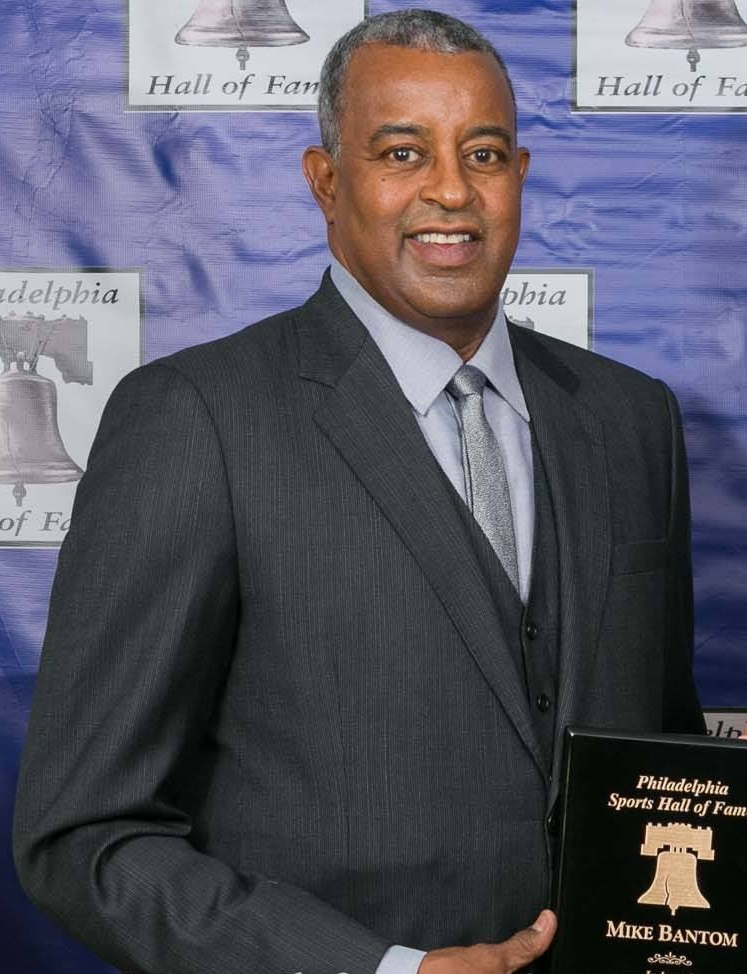

Michael Allen Bantom (Filadelfia, Pensilvania, 3 de dezembro de 1951) é um ex-basquetebolista e treinador de basquete estadunidense que jogou 9 temporadas na NBA, além de jogar durante outras 7 na Liga italiana. Com 2,05 metros de altura, fazia-o na posição de ala-pivo. Desde 1999 é Vice-presidente de Desenvolvimento de Jogadores da NBA.

## Trajetória esportiva

### Universidade
Jogou durante três temporadas com os Hawks da Universidade de Saint Joseph's, onde teve médias de 20,1 pontos e 13,7 rebotes por partida. É o segundo máximo reboteador da história dos Hawks, com 1151 rebotes. Em 1973 foi incluído na terceira equipe All-American.

### Seleção nacional
Foi convocado com a seleção de basquete de Estados Unidos para disputar os Jogos Olímpicos de Munique 1972, participando portanto daquela polêmica final que acabou com o triunfo da União Soviética no último segundo. Ali jogou em nove partidas, com média de 7,6 pontos por partida.

### Profissional
Foi eleito na oitava posição do Draft da NBA de 1973 pelo Phoenix Suns, e também pelo Denver Nuggets na primeira rodada do draft da ABA, na primeira opção. Em seu primeiro ano obteve médias de 10,1 pontos e 6,8 rebotes por partida, o que lhe valeu para ser incluído no Melhor quinteto de rookies da temporada. Depois da aquisição de Alvan Adams por parte dos Suns no draft de 1975, Bantom passou a jogar muito poucos minutos, sendo transferido em pouco tempo de começar a temporada a Seattle Supersonics, de onde foi enviado a New Jersey Nets na temporada seguinte. Ali também não encontrou lugar na equipe, sendo enviado ao finalizar a temporada a Indiana Pacers junto com Adrian Dantley a mudança de Billy Knight.
Nos Pacers por fim encontrou lugar no quinteto titular, jogando sua melhor temporada como profissional em seu primeiro ano ali, com médias de 15,3 pontos e 7,4 rebotes por encontro. Jogou três temporadas e meia mais na equipe, sempre como titular, até que na temporada 1981-82 foi transferido ao Philadelphia 76ers.
Depois de acabar a temporada nos sixers, decide continuar sua carreira profissional em Liga Italiana, sendo contratado pelo Sapori Siena, já com 30 anos, com os que jogaria 3 temporadas na Série A2. De ali iria ao Berloni Torino, já na Série A1, onde jogaria um ano, para fichar posteriormente pelo Banco dei Roma, onde passaria seus três últimos anos como profissional, sempre a um bom nível, como o demonstram os 16,2 pontos e 8,6 rebotes por partido de sua última temporada em ativo.

#### Estatísticas na NBA

##### Temporada regular
| Temporada | Idade | Equipe              | Liga | P   | TIT | Min  | TC  | TCA  | %TC  | 3P  | 3PA | %3P  | TL  | TLA | %TL   | R.of. | R.deF. | REB | ASIS | ROB | TAP | PER | FP  | PTS  |
| 1973-74   | 22    | Phoenix             | NBA  | 76  |     | 26.1 | 4.1 | 10.4 | .399 |     |     |      | 1.9 | 2.8 | .662  | 2.3   | 4.6    | 6.8 | 2.1  | 0.7 | 0.6 |     | 3.8 | 10.1 |
| 1974-75   | 23    | Phoenix             | NBA  | 82  |     | 27.3 | 5.1 | 11.1 | .461 |     |     |      | 2.3 | 3.2 | .714  | 2.6   | 4.2    | 6.7 | 1.9  | 0.8 | 0.6 |     | 3.3 | 12.5 |
| 1975-76   | 24    | TOTAL               | NBA  | 73  |     | 21.5 | 3.0 | 6.5  | .462 |     |     |      | 1.9 | 2.7 | .683  | 1.9   | 3.4    | 5.4 | 1.4  | 0.4 | 0.4 |     | 3.0 | 7.9  |
| 1975-76   | 24    | Phoenix             | NBA  | 7   |     | 9.7  | 1.1 | 3.7  | .308 |     |     |      | 0.7 | 0.7 | 1.000 | 1.0   | 2.3    | 3.3 | 0.4  | 0.3 | 0.3 |     | 1.9 | 3.0  |
| 1975-76   | 24    | Seattle             | NBA  | 66  |     | 22.8 | 3.2 | 6.8  | .471 |     |     |      | 2.0 | 2.9 | .675  | 2.0   | 3.6    | 5.6 | 1.5  | 0.4 | 0.4 |     | 3.2 | 8.4  |
| 1976-77   | 25    | TOTAL               | NBA  | 77  |     | 24.8 | 4.7 | 9.8  | .478 |     |     |      | 2.9 | 4.0 | .723  | 2.4   | 3.7    | 6.1 | 1.3  | 0.8 | 0.6 |     | 3.0 | 12.3 |
| 1976-77   | 25    | Seattle Supersonics | NBA  | 44  |     | 18.1 | 3.1 | 6.4  | .488 |     |     |      | 1.3 | 1.9 | .690  | 1.9   | 2.3    | 4.2 | 1.2  | 0.8 | 0.5 |     | 2.6 | 7.5  |
| 1976-77   | 25    | New Camisola Nets   | NBA  | 33  |     | 33.8 | 6.8 | 14.4 | .473 |     |     |      | 5.0 | 6.8 | .735  | 3.1   | 5.6    | 8.6 | 1.5  | 0.8 | 0.8 |     | 3.6 | 18.6 |
| 1977-78   | 26    | Indiana Pacers      | NBA  | 82  |     | 33.8 | 6.1 | 12.8 | .479 |     |     |      | 3.1 | 4.2 | .743  | 2.2   | 5.2    | 7.4 | 2.9  | 1.2 | 0.6 | 2.7 | 4.1 | 15.3 |
| 1978-79   | 27    | Indiana Pacers      | NBA  | 81  |     | 31.2 | 6.0 | 12.8 | .465 |     |     |      | 2.8 | 4.2 | .672  | 2.8   | 5.2    | 8.0 | 2.8  | 1.2 | 0.8 | 2.4 | 3.9 | 14.7 |
| 1979-80   | 28    | Indiana Pacers      | NBA  | 77  |     | 30.3 | 5.0 | 9.9  | .505 | 0.0 | 0.0 | .333 | 1.8 | 2.7 | .665  | 2.5   | 3.4    | 5.9 | 3.6  | 1.1 | 0.6 | 2.5 | 3.5 | 11.8 |
| 1980-81   | 29    | Indiana Pacers      | NBA  | 76  |     | 31.3 | 5.7 | 11.6 | .489 | 0.0 | 0.1 | .000 | 2.6 | 3.7 | .708  | 2.0   | 3.6    | 5.6 | 3.2  | 1.1 | 1.1 | 2.6 | 3.7 | 14.0 |
| 1981-82   | 30    | TOTAL               | NBA  | 82  | 38  | 24.6 | 4.1 | 8.7  | .469 | 0.0 | 0.1 | .333 | 2.0 | 3.3 | .629  | 2.1   | 3.2    | 5.4 | 1.4  | 0.8 | 0.7 | 1.8 | 3.3 | 10.2 |
| 1981-82   | 30    | Indiana Pacers      | NBA  | 39  | 37  | 26.6 | 4.6 | 10.4 | .438 | 0.0 | 0.1 | .333 | 2.6 | 3.9 | .660  | 2.2   | 3.3    | 5.5 | 1.7  | 1.0 | 0.6 | 2.2 | 3.6 | 11.7 |
| 1981-82   | 30    | Philadelphia 76ers  | NBA  | 43  | 1   | 22.8 | 3.6 | 7.1  | .510 | 0.0 | 0.1 | .333 | 1.6 | 2.7 | .588  | 2.0   | 3.2    | 5.3 | 1.1  | 0.6 | 0.9 | 1.5 | 3.1 | 8.8  |
| Total     |       |                     | NBA  | 706 | 38  | 27.9 | 4.9 | 10.4 | .468 | 0.0 | 0.1 | .200 | 2.4 | 3.4 | .692  | 2.3   | 4.1    | 6.4 | 2.3  | 0.9 | 0.7 | 2.4 | 3.5 | 12.1 |

##### Playoffs
| Temporada | Idade | Equipe              | Liga | P  | Min | TCA | TC  | 3PA | 3P | TLA | TL | R.of. | REB | ASIS | ROB | TAP | PER | FP | PTS | %TC  | %3P | %FT  | Min  | PTS  | REB | AST |
| 1975-76   | 24    | Seattle Supersonics | NBA  | 6  | 114 | 22  | 38  |     |    | 14  | 20 | 9     | 23  | 8    | 4   | 2   |     | 27 | 58  | .579 |     | .700 | 19.0 | 9.7  | 3.8 | 1.3 |
| 1980-81   | 29    | Indiana Pacers      | NBA  | 2  | 51  | 12  | 16  | 0   | 0  | 5   | 7  | 5     | 8   | 1    | 1   | 1   | 6   | 10 | 29  | .750 |     | .714 | 25.5 | 14.5 | 4.0 | 0.5 |
| 1981-82   | 30    | Philadelphia 76ers  | NBA  | 21 | 399 | 36  | 91  | 0   | 0  | 19  | 42 | 39    | 77  | 24   | 15  | 9   | 24  | 60 | 91  | .396 |     | .452 | 19.0 | 4.3  | 3.7 | 1.1 |
| Total     |       |                     | NBA  | 29 | 564 | 70  | 145 | 0   | 0  | 38  | 69 | 53    | 108 | 33   | 20  | 12  | 30  | 97 | 178 | .483 |     | .551 | 19.4 | 6.1  | 3.7 | 1.1 |